# Great Bend (Kansas)
Great Bend é uma cidade localizada no estado americano de Kansas, no Condado de Barton.

## Demografia
Segundo o censo americano de 2000, a sua população era de 15.345 habitantes.
Em 2006, foi estimada uma população de 15.537, um aumento de 192 (1.3%).

## Geografia
De acordo com o United States Census Bureau tem uma área de
27,8 km², dos quais 27,5 km² cobertos por terra e 0,3 km² cobertos por água. Great Bend localiza-se a aproximadamente 568 m acima do nível do mar.

## Localidades na vizinhança
O diagrama seguinte representa as localidades num raio de 24 km ao redor de Great Bend.